# Mimus thenca
Mimus thenca е вид птица от семейство Mimidae.

## Разпространение
Видът е разпространен в Аржентина и Чили.